# 211省道 (福建省)
211省道，又称联十线，是中国福建省省道之一，该路段最早建于民国时期，曾是福州与古田、三明、南平的唯一通道。S211省道路线的起点位于宁德市古田县大桥镇，途经福州市闽清县、闽侯县、永泰县和莆田市涵江区、荔城区，规划终于莆田市秀屿区南日镇（但尚未建成），S211在起点与235国道和306省道叉口相通。